# Autostrada (film 2012)
Autostrada (tytuł oryg. Che sau) – hongkoński dramat filmowy w reżyserii Cheanga Pou-soi, którego premiera odbyła się 21 czerwca 2012 roku.
Film oraz jego obsada otrzymali osiem nominacji i nagrodę.

## Obsada
Źródło: Filmweb

- Shawn Yue
- Anthony Wong
- Xiaodong Guo
- Josie Ho
- Barbie Hsu
- Gordon Lam
- Michelle Ye
- Guangjie Li